# دنگیز بیگ
دنگیز بیگ حکمران کمره و محلات در زمان حکومت شاه عباس یکم صفوی بود. در سال ۱۶۰۳ شاه عباس او را به همراه سفیر اسپانیا،  آنتونیو دو گوا به دربار فیلیپ سوم پادشاه اسپانیا و پرتغال فرستاد.
دنگیز بیگ و دون آنتونیو در راه اسپانیا مهر نامه شاه عباس به فیلیپ را باز کردند. دنگیز بیگ همچنین بر خلاف رسوم زمان در ایران در مراسم سوگواری مارگریت ملکه اسپانیا لباس سیاه پوشید، نامه‌ای که شاه عباس به پاپ پل پنجم نوشته بود را به یک تاجر سپرد تا به پاپ برساند، پنجاه عدل ابریشم (که انحصار تجارت آن در اختیار شاه عباس بود) به پادشاه اسپانیا بخشید و اینکار نه تنها مرتبهٔ شاه ایران را بالا نبرد بلکه این قضاوت را در ذهن پادشاه اسپانیا به وجود آورد که شاه ایران آداب سیاست نمی‌داند، با همراهانش بدرفتاری کرد و آنها به مذهب کاتولیک گرویدند. پس از بازگشت به اصفهان در (۱۰۲۲ هـ ق/۱۶۱۳م)، شاه عباس دنگیز بیگ را به خاطر کارهای اشتباهی که انجام داده بود اعدام کرد.

## زندگينامه
در ماه‌هاي پاياني سال 1609، شاه عباس دیپلمات و مبلغ پرتغالی آنتونیو دو گوا (اکنون در خدمت صفویه) را به اسپانیا (در آن زمان پرتغال در اتحادیه ایبری با اسپانیا بود) و رم فرستاد تا در برابر دشمن مشترک هم‌پيمان شود.
دنگیز بیگ روملو، بازرگان حرفه‌ای و یکی از اعضای تبار روملو، گماشته شد تا با نزديك صد عدل ابریشم خام، آنتونیو دو گوا را همراهی کند.

در دربار اسپانیایی فیلیپ سوم جایی که آنها در سال 1611 بدان رسيدند، یک سوء تفاهم بزرگ پديد آمد. دنیز بیگ بیش از نیمی از همه عدل‌های ابریشم را برای سود خود فروخته بود 

آنتونیو دو گوا بدون هیچ‌گونه هماهنگي با دولت ایران، ناگهان ابريشم‌هايي كه مانده‌بود را در جايگاه ارمغان به پادشاه اسپانیا پيشكش کرد، در حالی که ایرانیان ميخواستند ابريشمها را در جايگاه نمونه ابریشمی که برنامه داشتند در اينده تحویل دهند، بفروشند.
آنتونیو دو گوا و دنگیز پيمان بازرگاني با فیلیپ سوم امضا کردند، ولي روشن شد که برای دولت اسپانیا هیچ ارزشی نداشت.
آنها (دنگيز و آنتونیو دو گوا) همچنین پيشنهاد محاصره دریای سرخ را به صفويه دادند، ولي گزارش شده است که آنها در این امر كاميابتر از رابرت شرلی نبودند.
به دستور شاه عباس، دنگیز بیگ روملو در دربار اسپانیا از ارتقای آنتونیو دو گوا به جايگاه اسقف سیرنه و «نائب رسولی» ارمني‌هاي اصفهان پشتيباني کرد.
دنگیز بیگ و آنتونیو دو گوا در مارس 1612 با پيشكش‌ها و ارمغان‌هايي از تاج هابسبورگ از لیسبون گسيل به ایران صفوی شدند.
دنگیز بیگ یک جوشن و یک شمشیر ويژه که خود از فیلیپ سوم درخواست کرده بود دریافت کرد. او همچنین یک زنجیر زرين، یک شمشیر زرين، یک پرتره از فیلیپ سوم که با گوهرسنگ‌هاي فراوان آذين‌بندي شده بود، و همچنین شماري افسار اسب که دوست داشت داشته باشد دریافت کرد.
بهار 1613 دنگیز بیگ به دربار ایران رفت بر پايه گزارش ها دنگيز در حالی که برای بوسیدن پای شاه زانو زده بود، شاه عباس او را با لگد زد و دستور داد به دار بياويزندش.
چنين مينمايد که شاه عباس فردی را در ميان همراهان دنیز گماشته بود تا در اروپا از او سخن چيني کند، زیرا شاه عباس پیش از آمدن دنگيز به دربار از كژي هاي دنیز آگاه بود.  براي نمونه دنگیز بیگ متهم به رفتار بسیار بد با كاركنان مأموریت خود شد. این كار به گرویدن برخی از آنها به دين ترسايي و ماندن شان در اروپا انجاميد 
خشم شاه عباس از دنگیز بیگ به احتمال فراوان با همكاري ناچیز فیلیپ سوم و «بیداری دوباره» نارضایتی شاه عباس از گرفته شدن هرمز از سوي پرتغالی‌ها بیشتر شد. سرچشمه ديگر خشم شاه عباس هنگامی بود كه دريافت كه ابریشم به جای فروش، به فیلیپ سوم پيشكش شده است،.